# Harry L. Fraser
Harry L. Fraser (31 de marzo de 1889 – 8 de abril de 1974) fue un director y guionista cinematográfico de nacionalidad estadounidense.

## Biografía
Nacido en San Francisco (California), dirigió más de 80 filmes entre 1925 y 1951, incluyendo entre ellos el protagonizado en 1934 por John Wayne Randy Rides Alone el serial de Frank Buck Jungle Menace (1937).  Uno de sus papeles como actor tuvo lugar en otra cinta de John Wayne, 'Neath the Arizona Skies. 
Como guionista, escribió para numerosas producciones, entre ellas Chick Carter, Detective (1946).
Harry L. Fraser falleció en Pomona (California) en 1974. 

## Selección de su filmografía
- The Iron Claw (1916)
- The Mystery of the Double Cross (1917)
- Soft Cushions (1927)
- The Lone Defender (1930)
- The Savage Girl (1932)
- The Wolf Dog (1933)
- Randy Rides Alone (1934)
- 'Neath the Arizona Skies (1934)
- Heroes of the Alamo (1937)
- Jungle Menace (1937)
- The Spider Returns (1941)
- Batman (1943)
- Captain America (1944)
- Brand of the Devil (1944)
- I Accuse My Parents (1944)
- Chained for Life (1951)